# بوتسو
بوتزو (بالألمانية: Bützow) هي بلدة ألمانية و بلدة تقع في ألمانيا في Landkreis Rostock.[بحاجة لمصدر]

## المدن التوأمة
مدينة إكرنفورده هي مدينة توأمة لـبوتزو.

## أعلام
- اندريا فيليب
- ديتريش لودفيغ غوستاف كارستن
- كارل يوهان برنهارد كارستن
- إلسي هيرش